# Wirtschafts- und Korruptionsstaatsanwaltschaft
Die Wirtschafts- und Korruptionsstaatsanwaltschaft (kurz WKStA, amtlich Zentrale Staatsanwaltschaft zur Verfolgung von Wirtschaftsstrafsachen und Korruption) ist in Österreich eine spezielle Anklagebehörde mit Sitz in Wien. Die spezialisierte Staatsanwaltschaft ist bundesweit für alle in einem eigenen Deliktskatalog aufgezählten Delikte vom Ermittlungsverfahren über die Anklage und das Hauptverfahren bis hin zum Rechtsmittelverfahren vor dem Oberlandesgericht zuständig. Leiterin der WKStA ist seit Dezember 2012 Ilse-Maria Vrabl-Sanda.
Die WKStA betreibt mit der Direktion Staatsschutz und Nachrichtendienst (DSN) ein anonymes Hinweisgebersystem zur Korruptionsbekämpfung.

## Geschichte
Die WKStA wurde am 1. Jänner 2009 gegründet. Am 1. September 2011 wurde sie in die nun bestehende neue Strafverfolgungsbehörde umgewandelt, um neben dem Bereich der Korruption hinkünftig auch in Wirtschaftsstrafsachen tätig werden zu können.

## Organisation
Mit Stand April 2023 sind 50 Staatsanwälte tätig. 13 davon sind Experten aus dem Finanz-, Wirtschafts- und IT-Bereich.

### Zuständigkeiten
Die WKStA ist für folgende Delikte zuständig:
- Veruntreuung, schwerer oder gewerbsmäßig schwerer Betrug, betrügerischer Datenverarbeitungsmissbrauch, Untreue, Förderungsmissbrauch und betrügerische Krida (soweit der durch die Tat herbeigeführte Schaden 5 Millionen Euro übersteigt oder eine derartige Tatbegehung versucht wurde)
- Betrügerisches Anmelden zu Sozialversicherung oder Bauarbeiter-Urlaubs- und Abfertigungskasse (soweit die vorenthaltenen Beiträge oder Zuschläge 5 Millionen Euro übersteigen oder eine derartige Tatbegehung versucht wurde)
- Organisierte Schwarzarbeit
- Grob fahrlässige Beeinträchtigung von Gläubigerinteressen (Befriedigungsausfall mehr als 5 Millionen Euro bzw. Schädigung der wirtschaftlichen Existenz vieler Menschen)
- Ketten- und Pyramidenspiele (bei schwerer Schädigung einer größeren Zahl an Menschen)
- Geschenkannahme durch Machthaber, wettbewerbsbeschränkende Absprachen bei Vergabeverfahren und wenn die Tat in Bezug auf einen 3 000 Euro übersteigenden Vorteil begangen wurde Bestechlichkeit, Vorteilsannahme, Vorteilsannahme zur Beeinflussung, Bestechung, Vorteilszuwendung, Vorteilszuwendung zur Beeinflussung, Verbotene Intervention, Geschenkannahme und Bestechung von Bediensteten oder Beauftragten (sowie, wenn eine derartige Tatbegehung versucht wurde)
- Unvertretbare Darstellung wesentlicher Informationen über Verbände und unvertretbare Berichte von Prüfern bestimmter Verbände („Bilanzfälschungsdelikte“), Vergehen nach dem Immobilien-Investmentfondsgesetz, Investmentfondsgesetz, Kapitalmarktgesetz (soweit die betroffene Gesellschaft über ein Stammkapital von zumindest 5 Millionen Euro oder über mehr als 2 000 Beschäftigte verfügt)
- Verfahren nach dem Börsegesetz („Insiderhandel“)
- Verfahren nach dem Elektrizitätswirtschafts- und -organisationsgesetz (ElWOG) 2010 und Gaswirtschaftsgesetz (GWG) 2011
- Finanzvergehen, soweit der strafbestimmende Wertbetrag 5 Millionen Euro übersteigt
- Geldwäscherei bezüglich obiger Straftaten
- Kriminelle Vereinigung oder kriminelle Organisation bezüglich obiger Straftaten
- Rechtshilfe im Zusammenhang mit obigen Straftaten

### Kooperation mit Polizeibehörden und Staatsanwaltschaften
Die Polizei muss bei Bekanntwerden von Korruptionsfällen umgehend der WKStA berichten. Besteht kein besonderes öffentliches Interesse an einem Fall, kann die WKStA das Verfahren an die örtlich zuständige Staatsanwaltschaft übertragen. Das Anschlussstück zur Polizei bildet das Bundesamt zur Korruptionsprävention und Korruptionsbekämpfung (BAK), das am 1. Jänner 2010 das Büro für Interne Angelegenheiten abgelöst hat. Im Falle der Ibiza-Ermittlungen wurde allerdings nicht das BAK, sondern die sogenannte Soko Tape (Soko Ibiza) des Bundeskriminalamts mit den Ermittlungen beauftragt.

### Berichtspflicht
Im Gegensatz zu anderen Staatsanwaltschaften war die WKStA in Fällen von öffentlichem Interesse oder ungeklärten Rechtsfragen zunächst nur einer beschränkten Berichtspflicht gegenüber der Oberstaatsanwaltschaft Wien unterworfen, nämlich lediglich bei der Entscheidung über Anklage oder Einstellung, nicht jedoch über den Anfall oder über einzelne Ermittlungsschritte. Ursprünglich wurde angedacht, auch eine Weisungsfreiheit der KStA, eine direkte Unterstellung unter das Justizministerium sowie eine Kronzeugenregelung einzurichten, jedoch kam es nicht dazu.
Nach einer umstrittenen Genehmigung einer vom Innenministerium unter Herbert Kickl vorangetriebenen Hausdurchsuchung im Bundesamt für Verfassungsschutz und Terrorismusbekämpfung (siehe BVT-Affäre) im Februar 2018 führte der damalige Justizminister Josef Moser (ÖVP) auch für die WKStA eine Berichtspflicht ein. Seither muss die Behörde drei Tage vor jedem bedeutenden Ermittlungsschritt der Oberstaatsanwaltschaft Wien einen Vorhabensbericht erstatten, welcher aufgrund einer Weisungspflicht der OStA Wien an das Justizministerium weitergeleitet wird. Die Opposition forderte wiederholt die Berichtspflicht der WKStA wieder abzuschaffen, um mögliche Vorabinformationen (etwa über geplante Hausdurchsuchungen) an die politische Führungsspitze zu verhindern. Im Jahr 2019 war fast jedes zweite Ermittlungsverfahren berichtspflichtig.

## Aktuelle Ermittlungen
Die WKStA ermittelt aktuell in zahlreichen brisanten Fällen, u. a. in der Ibiza-Affäre rund um den ehemaligen Vizekanzler Heinz-Christian Strache (FPÖ) und den einstigen FPÖ-Klubobmann Johann Gudenus, in der Casinos-Affäre gegen die ehemaligen Finanzminister Josef Pröll (ÖVP), Hartwig Löger (ÖVP) und den ehemaligen Finanzminister Gernot Blümel (ÖVP) sowie gegen Raiffeisen-Manager und den Chef der Österreichische Beteiligungs AG (ÖBAG). Mittlerweile ermittelt die WKStA auch gegen den ehemaligen Bundeskanzler Sebastian Kurz und dessen Kabinettschef Bernhard Bonelli, beide werden der Falschaussage im Ibiza-Untersuchungsausschuss beschuldigt.
Auch in der sogenannten Schredder-Affäre rund um die Vernichtung von Festplatten des Bundeskanzleramtes kurz nach Veröffentlichung des Ibiza-Videos ermittelte die WKStA, bis ihr der Fall gegen ihren Willen von der Oberstaatsanwaltschaft Wien entzogen wurde.

## Dirty Campaigning
Im Zuge des Ibiza-Untersuchungsausschusses wurde bekannt, dass der Leiter der Oberstaatsanwaltschaft Wien Johann Fuchs und der Spitzenbeamte im Justizministerium Christian Pilnacek sich in abendlichen E-Mails überlegten, wie man der WKStA medial schaden könnte. Zudem tauchte ein Dokument mit einem Wasserzeichen der ÖVP auf, das an Journalisten verteilt wurde, um verdecktes „Dirty Campaigning“ gegen die WKStA zu betreiben. Gegen Fuchs und Pilnacek wurden Anfang 2021 auch Ermittlungen wegen Falschaussagen vor dem Ibiza-Untersuchungsausschuss eingeleitet.

## Anzeige gegen Journalistin
In einer Aussendung wendete sich der ORF-Redakteursrat und andere Journalisten scharf gegen die Bedrohung der Presse-Redakteurin Anna Thalhammer durch Mitarbeiter der Wirtschafts- und Korruptionsstaatsanwaltschaft und die Anzeige durch die Wirtschafts- und Korruptionsstaatsanwaltschaft (WKStA) selbst. Der Journalistin seien mit einer Anzeige Delikte unterstellt worden, die mit bis zu fünf Jahren Gefängnis bedroht sind. Der ORF-Redakteursrat und andere Journalisten sehen dies als einen massiven Angriff auf die Pressefreiheit in Österreich. Die Androhung von Haftstrafen für kritische Berichterstattung über staatliche Organe sei in demokratischen Ländern aus gutem Grund nicht vorgesehen. Unliebsame Berichterstattung dürfe nicht zu persönlichen Repressionen gegen Journalisten führen. Das Medienrecht hätte genügend Möglichkeiten geboten, mit denen sich diese Oberstaatsanwälte der Wirtschafts- und Korruptionsstaatsanwaltschaft hätten wehren können, wenn die Berichterstattung der Tageszeitung Die Presse aus ihrer Sicht unrichtig oder ehrenrührig gewesen wäre. Dieses Vorgehen sei auch in einem Rechtsstaat üblich. Die persönliche Einschüchterung einer einzelnen Redakteurin mit Anzeigen wegen Verleumdung, übler Nachrede und „öffentlicher Beleidigung einer Behörde“ erscheinen dagegen dem ORF-Redakteursrat als ein Versuch, eine kritische Journalistin in ihrer Arbeit zu behindern und damit letztlich die unabhängige Presse mundtot zu machen. Dass die Staatsanwaltschaft Wien nicht einmal einen Anfangsverdacht erkennen konnte und deswegen die Anzeige zurückgelegt habe, zeige, dass das Vertrauen in den österreichischen Rechtsstaat an sich gerechtfertigt sei.
Die Wirtschafts- und Korruptionsstaatsanwaltschaft räumte aufgrund der massiven Kritik ein, dass diese Anzeigen ein Fehler waren und sich solche nicht wiederholen werden. Für den interimistischen Justizminister Werner Kogler (Grüne) hat die Wirtschafts- und Korruptionsstaatsanwaltschaft (WKStA) mit diesen Anzeigen gegen eine Presse-Journalistin „eine rote Linie überschritten“.

## Kritik
Im Oktober 2021 übte die Rechtsschutzbeauftragte der Justiz Gabriele Aicher, die als oberstes Kontrollorgan über die Staatsanwaltschaften auch die WKStA überwacht, in einer Presseaussendung heftige Kritik an der Vorgehensweise der Behörde. Aicher bestritt die Rechtmäßigkeit der Vorgehensweise der WKStA im Fall der ÖVP-Inseratenaffäre in mehreren Punkten. Einerseits stellte sie in Frage, ob der Zufallsfund von Chat-Nachrichten auf dem Handy des ehemaligen ÖBAG-Vorstands Thomas Schmid, die mit zum Rücktritt von Bundeskanzler Sebastian Kurz führten, überhaupt im Akt der Staatsanwaltschaft verwertbar sei. Anderseits beurteilte sie die im Zuge der Untersuchungen der Affäre durchgeführten Hausdurchsuchungen bei der Mediengruppe Österreich und deren Eigentümern Helmut und Wolfgang Fellner als rechtswidrig und „eine Gefahr für die Pressefreiheit“. Ein weiterer Kritikpunkt war, dass „alle Verfahren gemeinsam unter dem Dach des Strafverfahrens gegen Heinz-Christian Strache geführt“ würden, wodurch es immer derselbe Richter sei, der alle Entscheidungen in diesem Ermittlungsverfahren trifft. Da auch am Oberlandesgericht in der zweiten Instanz immer derselbe Senat die Entscheidungen fällt, sah sie damit „das Recht auf den gesetzlichen Richter systematisch unterlaufen“. Am 14. Oktober brachte Aicher eine Beschwerde beim Obersten Gerichtshof ein.
Ende November 2021 wurde zunächst bekannt, dass Aicher sich bei der Formulierung der Pressemitteilung von Anwälten beraten ließ, die auch als Strafverteidiger Beschuldigte in jenen Verfahren vertreten, deren Untersuchung durch die WKStA sie kritisierte. An sie gerichtete Rücktrittsaufforderungen folgten einerseits von Vertretern der Oppositionsparteien, anderseits unter anderem von den Proponenten des geplanten Volksbegehrens für Anstand und gegen Korruption, darunter die ehemalige Präsidentin des Obersten Gerichtshofes Irmgard Griss und der erste Leiter der Antikorruptionsstaatsanwaltschaft Walter Geyer. Am 3. Mai 2022 gab die Rechtsschutzbeauftragte durch ihren Rechtsanwalt Manfred Ainedter in der ORF-Sendung Report bekannt, dass sie ihr Amt zurücklege.
Die ehemalige Staatsanwältin Linda Poppenwimmer rechnete im April 2022 mit der WKStA im Rahmen eines U-Ausschusses ab. In ihrem Eingangsstatement kritisierte Poppenwimmer die Arbeitsweise der Korruptionsjäger sehr scharf: „Wenn die WKStA medial kolportierte Vorwürfe ungeprüft übernimmt und Menschen wie mich, aber auch viele andere innerhalb und außerhalb der Justiz, haltlos öffentlichkeitswirksam diskreditiert, widerspricht sie genau diesem Objektivitätsgebot und schadet dem Ansehen der Justiz. Daran ändern auch ‚I love WKStA‘-T-Shirts und ‚Sweets for WKStA‘ nichts.“ Aufgabe der Staatsanwaltschaft sei und bleibe einzig die objektive Aufklärung von Sachverhalten und nicht die medienwirksame Selbstdarstellung aus der Sicht von der ehemaligen Staatsanwältin. Poppenwimmer war geschockt, mit welcher „Vehemenz einzelne verfolgt werden, um sie loszuwerden“. Sie erzählte dann, dass sich im Mai 2019 im Büro von Oberstaatsanwalt Gregor Adamovic einige Oberstaatsanwälte versammelten, um eine Pressekonferenz des damaligen Abgeordneten Peter Pilz am TV-Schirm zu verfolgen. „Jetzt kommt’s, jetzt kommt’s“, habe Adamovic aufgeregt angekündigt. Pilz warf Pilnacek damals vor, dass dieser eine Weisung im Eurofighter-Verfahren verraten habe. Adamovic meinte dazu vor den Kollegen, dass Pilnacek wegen „Verdunkelungsgefahr sofort festgenommen gehört“. Aber die Aufgabe eines Staatsanwalts sei doch, so Poppenwimmer, „emotionslos Akten zu bearbeiten“.
Ende Mai 2022 sagte dann die Rechtsschutzbeauftragte der Justiz Gabriele Aicher vor dem U-Ausschuss aus. Dabei pochte die Juristin darauf, politisch unabhängig zu sein. Sie habe keine politischen Förderer gehabt und sei nie einer Partei nahegestanden. Berichte, wonach sie mit Ex-Justizsektionschef Christian Pilnacek eng verbündet und ihm zu Dank verpflichtet sei, „entbehren jeglicher Grundlage“. Peter Pilz’ Medium Zackzack.at müsse diese Behauptungen nun auch nach rechtlichen Schritten unterlassen. Aicher beklagte Vorgänge wie die heimliche Aufnahme Pilnaceks bei einer Dienstbesprechung und „haltlose Anzeigen“ sowie die mediale Ausschlachtung „zusammenhangloser Aussagen“ aus privaten Chats. Auch die Rechte Beschuldigter seien zu beachten, betonte Aicher. Sie kritisierte zudem die Tatenlosigkeit der jeweiligen Minister. Gegen ihre Person habe es eine wahre Medienkampagne gegeben, nachdem sie die WKStA kritisiert hatte. Die WKStA wiederum habe aufgrund von medialen Veröffentlichungen jeden involvierten Mitarbeiter außerhalb ihres eigenen Apparats als potenziellen Verräter von Amtsgeheimnissen betrachtet. Sie sei tatsächlich lange Zeit eine der schärfsten Kritikerinnen der WKStA gewesen, deren Rechtsauffassung habe wiederholt Anlass dazu gegeben. Es seien etwa einst Hunderte Schuldirektoren wegen Compliance-Problemen mit Skikarten von der WKStA verfolgt worden. Auch Müllmänner seien verfolgt worden, weil sie Säcke außerhalb der Tonnen mitgenommen hätten. Das sei von der WKStA als Amtsmissbrauch gesehen worden. Es habe regelmäßig Einstellungen und Freisprüche gegeben, das habe die WKStA aber konstant ignoriert. Die Auswertung privater Chats werte sie als Eingriffe in „höchstpersönliche Rechte“ und als „hochproblematisch“. Laut Aicher habe man innerhalb der Justiz intern gesagt: „Jeder Querulant macht bessere Anzeigen als die WKStA.“
Ebenfalls übte der ehemaligen Grünen-Politiker Christopher Chorherr nach seinem Freispruch Kritik an der WKStA aufgrund inhaltlicher Fehler in der Anklage. Er betonte in seiner Kritik die WKStA sei „eine enorm wichtige Einrichtung. Aber angesichts der Fehler in der Anklage – sie hat mich etwa als Planungsstadtrat bezeichnet – frage ich mich schon, wo da die Aufsicht war, wer über die Anklage drübergeschaut hat“.
Im Juli 2023 endete das BVT-Verfahren wegen Amtsmissbrauch ebenfalls in Freisprüchen für alle Angeklagten. In der Urteilsbegründung sparte der Schöffensenat nicht mit Kritik an der WKStA: „Die hätte nicht alle objektiven Umstände so berücksichtigt, wie der Senat es getan habe.“ In Österreich unterliegen Staatsanwaltschaften dem Objektivitätsgebot und müssen dem Gericht auch entlastende Information übermitteln.

## Leitung
Bisherige Behördenleiter der WKStA:
- September 2009 – November 2012: Leitender Staatsanwalt Walter Geyer[2]
- seit Dezember 2012: Leitende Staatsanwältin Ilse-Maria Vrabl-Sanda[2]